# Frane Bulić
Don Frane Bulić (Vranjic, 4. listopada 1846. – Zagreb, 29. srpnja 1934.) bio je hrvatski katolički svećenik, arheolog i povjesničar.

## Životopis
Don Frane Bulić, ugledni hrvatski arheolog, povjesničar, konzervator starina i povjesničar umjetnosti, rođen je 4. listopada 1846. godine u Vranjicu kraj Splita. Studij teologije polazio je u Zadru. Nakon završene teologije i svećeničkog ređenja 1869. završio je na bečkom sveučilištu studij klasične filologije i arheologije.
Kao školovani arheolog postao je upraviteljem arheološkog muzeja u Splitu, a 1878. povjerena mu je i dužnost konzervatora nadležnog za očuvanje kulturno-povijesnih starina na području cijele Dalmacije.
Biran je za zastupnika splitske općine u Dalmatinski sabor i za zastupnika Dalmacije u carevinskom vijeću u Beču, gdje se zalagao za sjedinjenje Dalmacije s Hrvatskom. Iz političkog života se povukao u vrijeme Kraljevine Jugoslavije, nakon proglašenja Šestosiječanjske diktature kralja Aleksandra 1929. godine. 
Svojim arheološkim otkrićima dao je najveći doprinos upoznavanju ranokršćanske i starohrvatske povijesti na području Dalmacije. Vodio je arheološka iskapanja na mnogim dalmatinskim mjestima, osobito u Solinu. Otkrio je baziliku u Manastirinama u kojoj su bili pokopani mučenici Venancije iz Valerijanova ili Aurelijanova doba te Dujam iz Dioklecijanova doba. 1891. godine otkrio je u Rižinicama kraj Solina kameni ulomak s natpisom kneza Trpimira, a 1898. godine i znameniti sarkofag kraljice Jelene iz 976. godine. Bulić je sa suradnicima uspio sastaviti krhotine natpisa sa sarkofaga i odgonetnuti tekst koji povjesničari smatraju jednim od najznačajnijih dokumenata hrvatske srednjovjekovne povijesti jer sadrži podatke koji otkrivaju rodoslov hrvatskih kraljeva. Za radova na Gospinom otoku u Solinu, Bulić je otkrio i temelje crkve svete Marije i crkve svetog Stjepana u kojoj su bili pokopani članovi hrvatske vladarske kuće.
U Splitu je 1894. godine don Frane Bulić osnovao društvo «Bihać» za proučavanje povijesti iz doba hrvatskih narodnih vladara.
Svojim ugledom najviše je pridonio održavanju prvog svjetskog kongresa kršćanske arheologije u Splitu i Solinu 1894. godine. Bio je cijenjeni član brojnih domaćih i svjetskih akademija i arheoloških društava. Objavio je niz članaka i knjiga, a najznačajniji su: «Hrvatski spomenici u kninskoj okolici uz ostale suvremene dalmatinske iz doba narodne hrvatske dinastije», «Palača cara Dioklecijana u Splitu», "Stopama hrvatskih narodnih vladara".
Arheološki je istraživao područje Stombrate zajedno s Društvom Bihać 1902. – 1905. godine. Nakon toga 1908. je godine dao sagraditi novu crkvicu sv. Marte u Bijaćima.

## Djela
- "Hrvatski spomenici u kninskoj okolici, uz ostale suvremene dalmatinske, iz dobe narodne hrvatske dinastije" 1888. Zagreb
- "Crkvica sv. Petra u Priku kod Omiša" 1923. Split
- "Krunidbena bazilika kralja Zvonimira usred Gradine u Solinu" 1925. Sarajevo
- "Palača cara Dioklecijana u Splitu" 1927. Zagreb
- "Stopama hrvatskih narodnih vladara" 1928. Zagreb

## Vanjske poveznice
- LZMK / Proleksis enciklopedija: Bulić, Frane
- LZMK / Hrvatski biografski leksikon: Bulić, Frane (autori: Nenad Cambi i Anđelka Stipčević-Despotović, 1989.)
- Slobodna Dalmacija.hr – Damir Šarac: »Don Frane za vječnost«
- Slobodna Dalmacija.hr – Jerko Matošić: »300 godina Klasične gimnazije u Splitu. Razdoblje don Frane Bulića«